# Cargolet de les Malvines
El cargolet de les Malvines (Troglodytes cobbi) és un ocell de la família dels troglodítids (Troglodytidae).

## Hàbitat i distribució
Habiten zones cobertes d'herba de l'espècie Poa flabellata, a zones costaneres de les illes Malvines.